# Elecciones generales de Niue de 1996
Las elecciones generales de Niue de 1996 se llevaron a cabo el 23 de febrero de ese año. Se eligieron los 20 escaños de la Asamblea para el período 1996-1999.

## Formato
- 6 escaños de una circunscripción única.
- 14 escaños de circunscripciones uninominales.

## Resultados
|  | 45 % |

|  | 55 % |

## Consecuencias
El Premier Frank Lui, aparte de mantener su escaño como miembro de la Asamblea, mantuvo su posición por 3 años más.